# Aéroport international de Kisangani Bangoka
Pour les articles homonymes, voir FKI.
L'aéroport international de Kisangani Bangoka (code IATA : FKI • code OACI : FZIC) est l'aéroport principal de la ville de Kisangani en République démocratique du Congo. Situé à une vingtaine de kilomètres à l'Est de la ville, il accueille à la fois des liaisons aériennes civiles et militaires (essentiellement les avions et des hélicoptères des forces internationales de la MONUC) avec les autres sites aéroportuaires du pays.

## Histoire

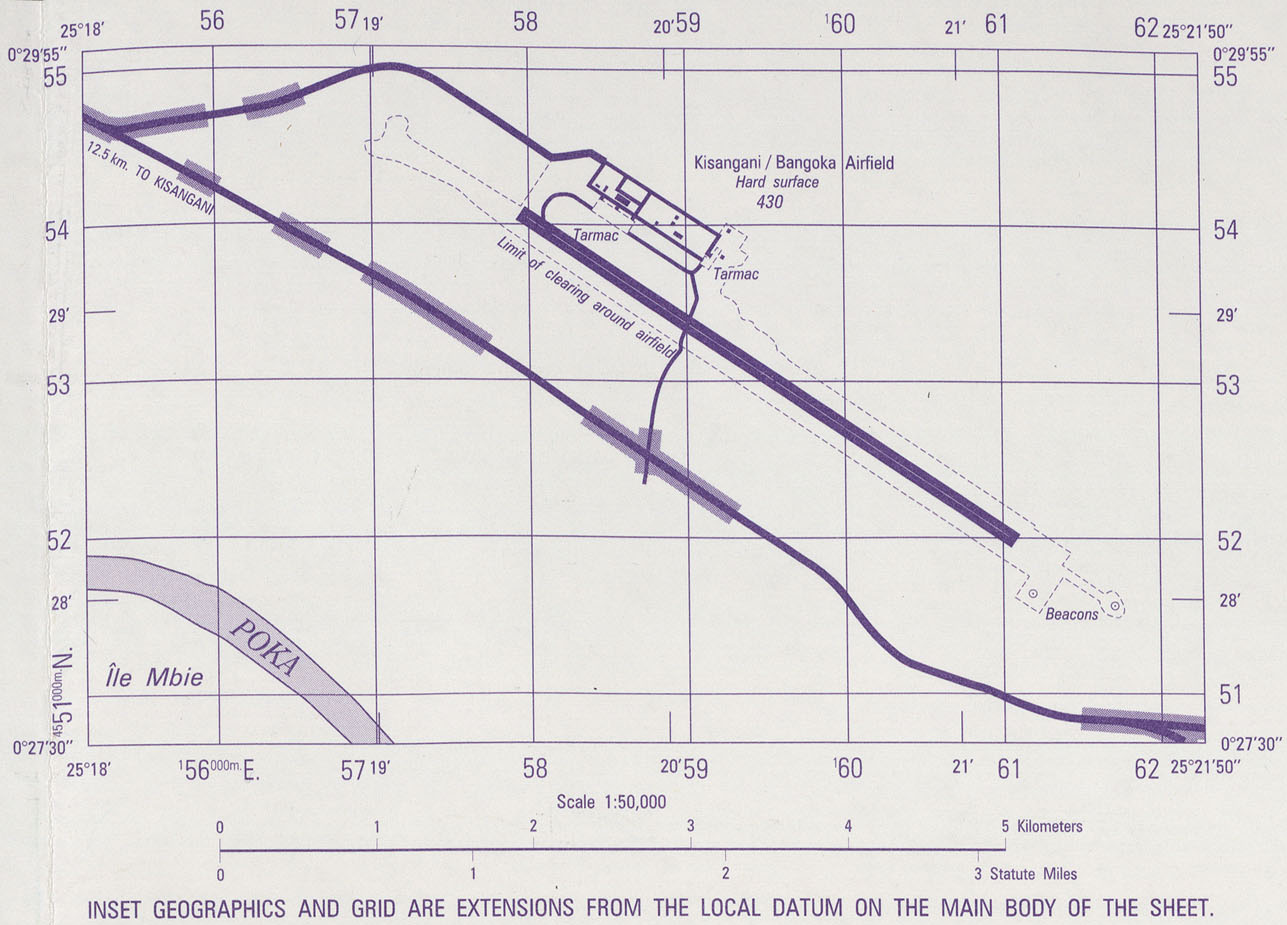
Plan de l'aéroport en 1997.

Conçu à l'origine avec les moyens les plus modernes de l'époque, l'aéroport avait pour vocation d'être une plate-forme internationale, en remplacement de l'aéroport de Kisangani-Simisini. Toutefois, l'enclavement et l'absence de développement économique de la province orientale n'ont jamais contribué à y attirer des vols réguliers à destination de pays tiers. Sous le régime du président Mobutu, la compagnie Air Zaïre y assurait une escale permanente mais, aujourd'hui, seules quelques compagnies privées, dont Bravo Air Congo, la relient aux autres villes.
Brussels Airlines assurera dès janvier 2013 des liaisons journalières directes vers l'aéroport de Kisangani depuis Bruxelles, avec un Airbus A330-200.

## Situation
| Bandundu Basango Mboliasa Bunia Gbadolite Gemena Goma Ilebo Kalemie Kananga Kikwit Kindu Kinshasa-Ndjili Kinshasa-N'Dolo Kisangani Kolwezi Lodja Lubumbashi Matari Matadi Mbandaka Mbuji Mayi Nioki Tshikapa Tshumbe |

## Compagnies et destinations
| Compagnies                     | Destinations                         |
| ------------------------------ | ------------------------------------ |
| Compagnie Africaine d'Aviation | Bumba, Goma, Kindu, Kinshasa-N'djili |
| Congo Airways                  | Goma, Kindu, Kinshasa-N'djili        |
| Ethiopian Airlines             | Addis-Abeba Bole                     |

Actualisé le 24/10/2023